# تخفيف بيئي

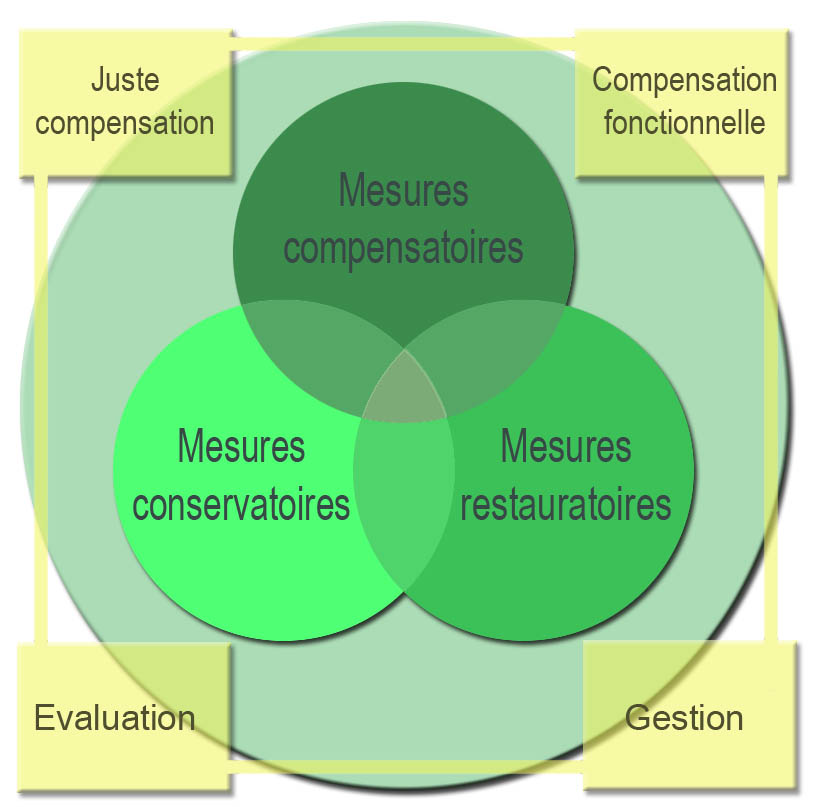
3x3rondMesuresCompensatoires

التخفيف البيئي هو تقنية زراعة الغابات حيث يستخدم في إدارة الغابة التي تحتاج قطع الأشجار لتحسين وظائف الغابة أكثر من كونها لإنتاج الخشب فقط. علي الرغم من ذلك نشأ التخفيف كأداة من صنع الإنسان لإدارة الغابات، تهدف لزيادة إنتاجية الخشب. التحول من غابات الإنتاج الي غابات متعددة الوظائف جلب معه قطع الأشجار للتلاعب بالنظام البيئي (الوحدة الايكولوجية الاساسية) لعدة اسباب مختلفة، تتراوح من إزالة الأنواع الغير صلبة من الأرض إلى إزالة أشجار الحور المتزايدة علي ضفاف النهر.
أصبح ترك الاشجار الرقيقة في أرض الغابة سياسة شائعة بشكل متزايد منذ عام 1970 حيث أصبح للخشب أن يتحلل بطريقة طبيعية أكثر مؤديًا دورًا هامًا في زيادة التنوع البيولوجي من خلال توفير موطن طبيعي لمختلف اللافقاريات والطيور والثدييات الصغيرة.
العديد من الفطريات (مثل كالوتشيرا فيزكوزا) والحزازيات حيوانات خاشبة، بالإضافة للنباتات الكبدية. كذلك يتم اكتمال أنواع من الحزازيات لدائرة حياتها الكاملة في سجل واحد.
بينما تُدار الأشجار تحت نظام تجاري يتم تقليل المنافسة بإزالة الجذوع المتجاورة والتي تعرض إمكانيات أقل جودة للاخشاب.عندما تترك الأخشاب الطبيعية في حالتها الطبيعية سوف تتحلل طبيبعاً، لكن هذه العملية قد تكون غير موثوقة في بعض الظروف. أمثلة علي ذلك قد تُوجد في نبات الشمشاد أو غابات آيرونبارك والأراضي الخشبية في فيكتوريا (أستراليا) حيث تُوجد بنسبة كبيرة في قطع الأشجار الصغيرة الناتجة عن تقطيع الأشجار منذ عقود مضت.

## تداعيات بيئية
التخفيف يقلل من إغلاق الظلة ويزيد من اختراق الإشعاع الشمسي في الظلة. تم تحسين كفاءة التركيب الضوئي لهذه الطاقة، وتمديد الاحتفاظ بالإبرة، خاصة في الأجزاء السفلية من التاج. يزداد نظام الجذر وطول التاج وقطر التاج ومنطقة التاج بعد التخفيف.  حتى إذا زاد تبخر التربة ونتح الشجرة الفردية بعد التخفيف، فإن النتح الكلي للتبخر على مستوى الحامل يميل إلى الانخفاض، يتم تقليل اعتراض المياه في الظلة ويزيد معدل سقوطها، بحيث تتحسن حالة مياه الشجرة عادة بعد التخفيف.
النمو السنوي الشعاعي هو مؤشر تكاملي للاستجابة الفسيولوجية للأشجار للتنوع البيئي. العمل مع شجرة التنوب الشوحية، والتي من المتوقع أن تتصرف في بعض النواحي مثل شجرة التنوب البيضاء. أظهرت أن انخفاض كثافة الحامل يغير العلاقة الكلاسيكية بين المناخ والنمو. على مستوى الشجرة الفردية، يمكن استخدام التخفيف لزيادة مقاومة الأشجار لضغوط الجفاف. ومع ذلك، يكون هذا التأثير محدودًا عندما تكون ظروف الموقع مقيدة. انتهى الأمر إلى أنه ينبغي تطبيق التخفيف البيئي عندما يتوقع انخفاض الغابات من الإجهاد الناتج عن الجفاف. علاوة على ذلك، يجب تخفيف الحامل في المواقع الجافة بشكل أكبر لأن هذه المواقع لا يمكنها دعم الحامل عالية الكثافة.
أوسيناك، يعمل أيضًا مع شجرة التنوب الشوحية، بالتحقيق في الاستجابة للتخفيف البيئي. التخفيف غير التطور الزمني للنمو الشعاعي في جميع الترددات في التسلسل الزمني للنمو الشعاعي. أظهرت الدراسات السابقة، أن التخفيف يقلل من إغلاق الظلة ويشجع الإشعاع الشمسي على اختراق الظلة. فتصبح الطاقة الشمسية أكثر أهمية داخل التاج. تؤثر الكفاءة الضوئية المحسنة لهذه الطاقة على وقت الاحتفاظ بالإبر، خاصة في الجزء السفلي من التاج. علاوة على ذلك، يزداد طول وقطر ومساحة التاج وحجم نظام الجذر بعد تخفيفه.
تؤثر هذه التعديلات على مستوى التاج بشكل إيجابي على إنتاج التمثيل الضوئي طالما أن إمدادات المياه لا تحد. حتى لو تبخر التربة والنتح هي أكثر أهمية بعد التخفيف، ومجموع تبخر- نتح على مستوى المنصة يميل إلى الانخفاض. علاوة على ذلك، مع انخفاض أهمية مؤشر مساحة الورقة، يقلل التخفيف من اعتراض مياه الظلة ويزيد من معدل هطول الأمطار. يفسر هذا سبب زيادة محتوى رطوبة التربة في الحامل الخفيف. وهكذا، خلال فترة الغطاء النباتي، عادة ما تكون حالة مياه الأشجار أفضل في الحامل الخفيف مقارنة بالحامل عالي الكثافة.
بالنسبة للأنواع شبه المتسامحة مثل شجرة التنوب النرويجية والتنوب الأبيض، فإن الطاقة الشمسية أقل تقييدًا من الأنواع غير المتسامحة. بين كثافة التخفيف ومتوسط النمو الشعاعي. فقط عندما كان التخفيف شديدًا نسبيًا، حدث اختلاف مهم في النمو الشعاعي. علاوة على ذلك، يمكن موازنة الميزة الفسيولوجية البيئية لتحسين إمدادات المياه عن طريق الحد من ظروف الموقع.     
للنرويج شجرة التنوب في آردين البلجيكي. يوصى بأن لا تتجاوز المساحة القاعدية 26 متر مربع / هكتار في موقع جاف، أو 29 متر مربع / هكتار في موقع رطب إذا كان الهدف هو الحفاظ على نمو شعاعي مرتفع على المدى الطويل. 
ميسون وآخرون. وجدت أن التكيُّفات على التخفيف البيئي تغطي نطاقًا مستمرًا من المقاييس الزمنية المختلفة، مع التحكم في اختلافات النمو طويلة ومتوسطة وقصيرة الأجل من خلال عوامل داخلية مختلفة جدًا تتأثر بالبيئة. وأرجعوا ما أطلقوا عليه اختلاف النمو الشعاعي على المدى الطويل والمتوسط للأشجار الفردية بشكل رئيسي للتكيف الهيكلي، مثل توسيع التاج أو نظام الجذر. من ناحية أخرى، اعتُبرت اختلافات النمو الشعاعي قصيرة المدى ناتجة بشكل رئيسي عن التأقلم الفسيولوجي، مع الاستجابة لعوامل مثل تنظيم الموصلية الفمية، واختلاف قدرة التمثيل الضوئي، والتنفس. ومع ذلك، من الواضح أن التكييفات مترابطة، وأن النمو الشعاعي هو الاستجابة التكاملية لهذه العلاقة المتبادلة.

## أبحاث
تهدف برامج البحث الجارية في أجزاء مختلفة من العالم (مثل الولايات المتحدة وأستراليا) إلى توفير نهج بديل في إدارة الغابات حيث تكون أهداف الحفظ ذات أولوية عالية. يتم تطوير طرق التخفيف البيئي على تقنيات الثقافة الفلاحية لأنواع الغابات المحلية. يتم تطوير التخفيف البيئي باستخدام مبدأين: 1. الحد من الجذعية المناسبة للحد من المنافسة. 2. الاحتفاظ بالأشجار الأكثر ملاءمة للحياة البرية (أي ليس إنتاج الأخشاب). مثال على البحث، التخفيف البيئي هو المشروع في غابات فيكتوريا بوكس-أيرونبارك، بحث مختلف طرق التخفيف وإزالة الأخشاب في ظل إدارة تكيفية أو إطار AEM. الهدف الأساسي هو توليد (بمرور الوقت) عددًا من قيم المَواطن الحرجية (أي تجاويف الأشجار) التي تعتبر حاسمة للحفاظ على الحياة البرية

## روابط خارجية
- Parks Victoria Box-Ironbark Parks & Reserves – اتبع الرابط إلى الأسئلة الشائعة حول تجربة التخفيف.
- Ecological Thinning Conference Poster – تم تقديم الملصق إلى ESA2004 في أديلايد، أستراليا.
- Review of Thinning Prescriptions –مراجعة التخفيف في إدارة المتنزهات في أستراليا.
- Cedar River Watershed Habitat Conservation Plan – مشروع تجميع المياه في سياتل، الولايات المتحدة.